# Ocymyrmex

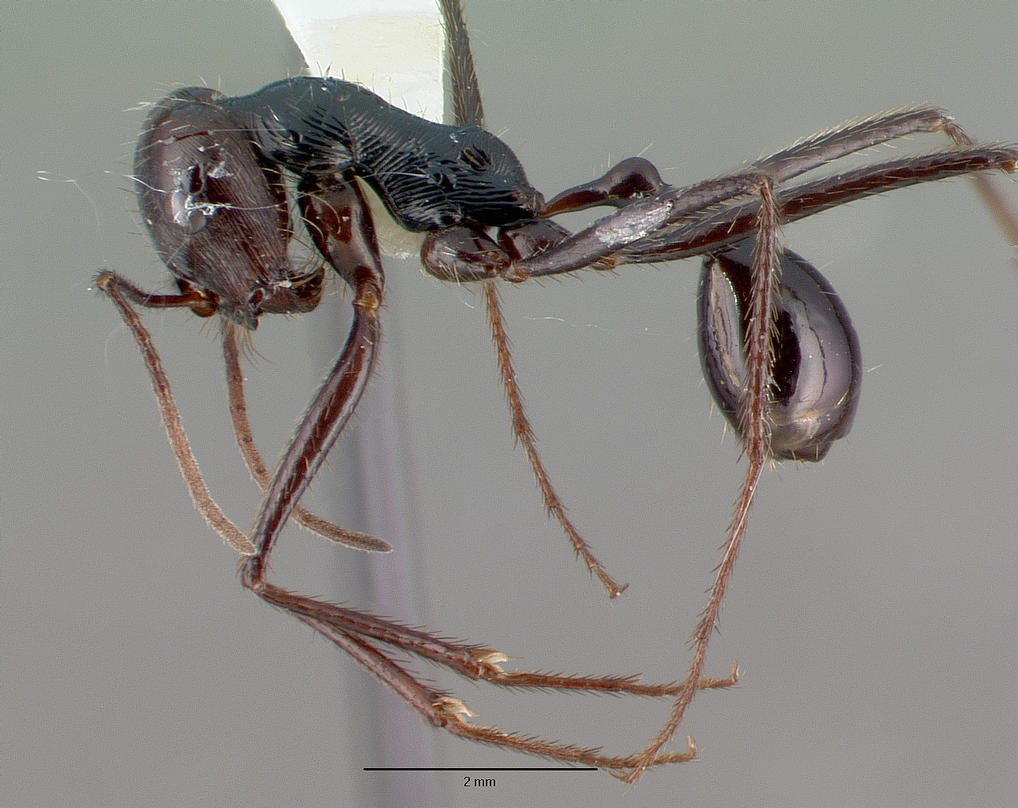
Ocymyrmex zekhem

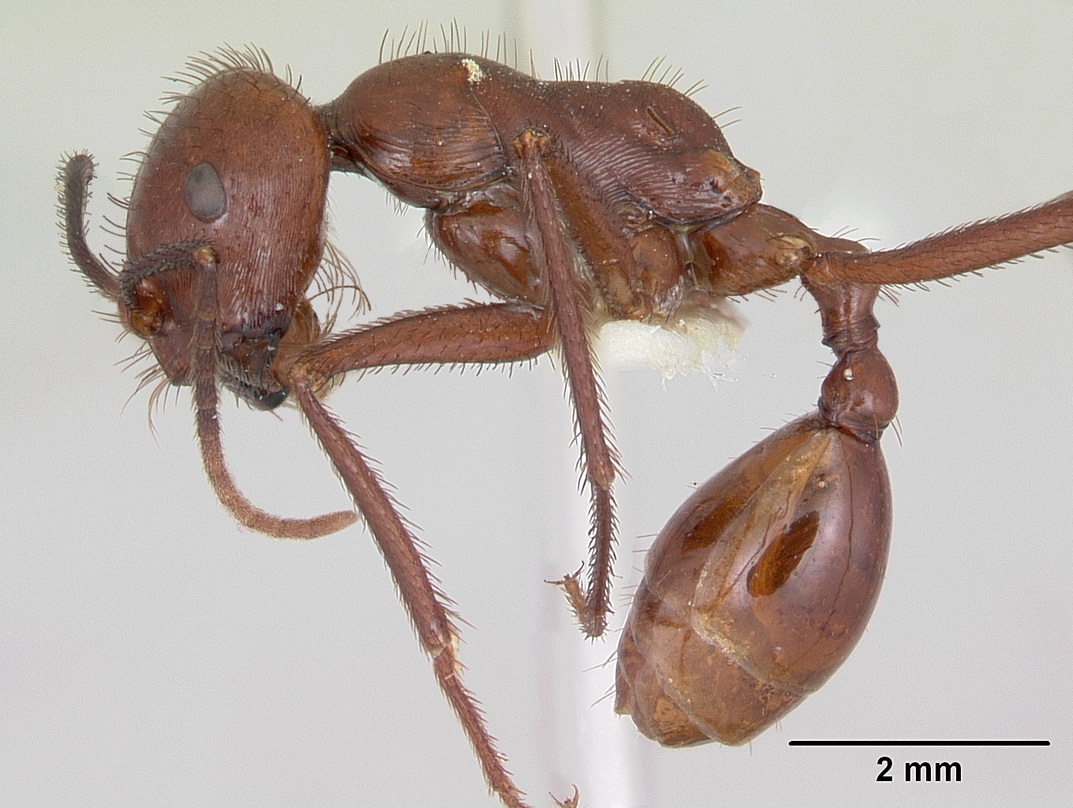
Ocymyrmex ankhu

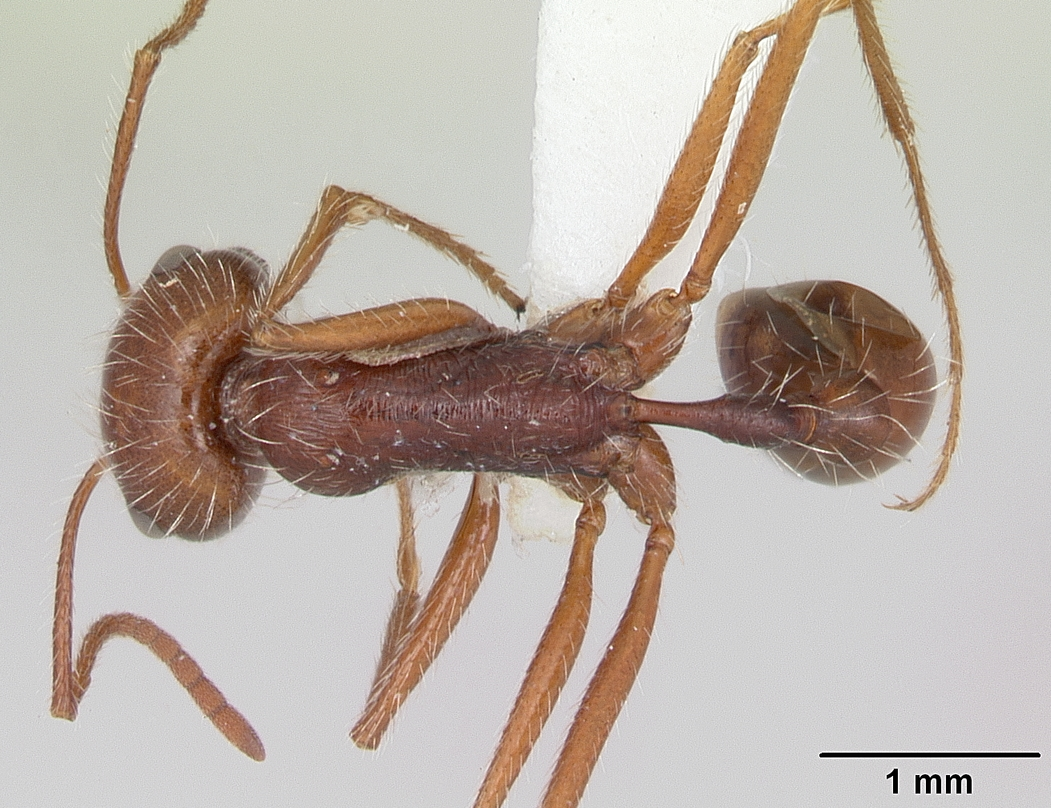
Ocymyrmex dekerus

Ocymyrmex  (лат.) — род пустынных муравьёв (Formicidae) из подсемейства Myrmicinae. Включает около 40 термофильных видов, обитающих в жарких регионах Африки.

## Распространение
Афротропика, главным образом, аридные регионы южной и восточной Африки (на север до Сомали и Судана). Большинство видов встречаются в таких странах как Намибия (17, включая 11 местных эндемиков) и ЮАР (17, в том числе  7 эндемиков).

## Описание
Пустынные муравьи с длинными ногами, быстро бегающие, похожие на муравьёв-бегунков рода Cataglyphis. Длина тела от 4,5 мм (Ocymyrmex cavatodorsatus) до 12 мм (O. picardi), красновато-коричневые, жёлтые и частично чёрные. Ширина головы HW 1,3 — 2,6 мм, длина головы HL 1,4 — 2,8 мм, длина скапуса усиков SL 1,4 — 2,5 мм. Усики рабочих и самок 12-члениковые (у самцов усики состоят из 13 сегментов), булава отсутствует. Под головой имеют хорошо развитый псаммофор (у самцов отсутствует), состоящий из длинных изогнутых волосков на вентральной стороне мандибул и головы. Глаза хорошо развиты, располагаются немного сзади средней линии головы. Жвалы короткие массивные, с 4-5 зубцами. Формула щупиков (нижнечелюстные и нижнегубные): 5,3 (cavatodorsatus, gordoni, gariepensis); 4,3 (barbiger, cilliei, afradu, dekerus, kahas, robustior); 3-3 (большинство видов); 2,3 (tachys, engytachys). Клипеус широкий. Усиковые бороздки и метанотальный шов отсутствуют. На голове и груди  тонкая продольная и поперечная скульптура в виде многочисленных бороздок. Брюшко гладкое и блестящее. Проподеальные дыхальца удлинённой формы, щелевидные и заметные. Дыхальца среднегруди расположены дорсально и видны сверху. Заднегрудка без проподеальных зубцов. Стебелёк между грудкой и брюшком состоит из двух члеников: удлинённого петиолюса и постпетиолюса (последний четко отделен от брюшка), жало развито, куколки голые (без кокона).
Муравейники располагаются глубоко в почве в аридных регионах. Гнездовые камеры видов Ocymyrmex picardi и Ocymyrmex sphinx находятся на глубинах 2 и 1,5 м, соответственно. Настоящие матки отсутствуют, их заменяют эргатоидные самки (физогастрические во время яйцекладки) и от рабочих внешне отличающиеся только строением головы и более широким и коротким скапусом усиков. Семьи включают одну яйцекладущую эргатоидную матку (а всего их может быть несколько десятков в гнезде) и от 200 до 1000 рабочих муравьёв. Охотятся на термитов и других насекомых, собирают мёртвых членистоногих.

## Систематика
Около 40 видов. Ранее (до 1989) род выделяли в отдельную трибу Ocymyrmecini (Bolton & Marsh, 1989).
Затем он был в составе трибы Pheidolini, а с 2014 года в составе трибы Crematogastrini.
- Ocymyrmex afradu Bolton & Marsh, 1989[2]
- Ocymyrmex alacer Bolton & Marsh, 1989[2]
- Ocymyrmex ankhu Bolton, 1981[3]
- Ocymyrmex barbiger Emery, 1886 typus
- Ocymyrmex cavatodorsatus Prins, 1965
- Ocymyrmex celer Weber, 1943
- Ocymyrmex cilliei Prins & Roux, 1989[2]
- Ocymyrmex cursor Bolton, 1981[3]
- Ocymyrmex dekerus Bolton & Marsh, 1989[2]
- Ocymyrmex engytachys Bolton & Marsh, 1989[2]
- Ocymyrmex flavescens Stitz, 1923
- Ocymyrmex flaviventris Santschi, 1914
- Ocymyrmex foreli Arnold, 1916
- Ocymyrmex fortior Santschi, 1911
- Ocymyrmex gariepensis Bolton & Marsh, 1989[2]
- Ocymyrmex gordoni Bolton & Marsh, 1989[2]
- Ocymyrmex hirsutus Forel, 1910
- Ocymyrmex ignotus Bolton & Marsh, 1989[2]
- Ocymyrmex kahas Bolton & Marsh, 1989[2]
- Ocymyrmex laticeps Forel, 1901
- Ocymyrmex micans Forel, 1910
- Ocymyrmex monardi Santschi, 1930
- Ocymyrmex nitidulus Emery, 1892
- Ocymyrmex okys Bolton & Marsh, 1989[2]
- Ocymyrmex phraxus Bolton, 1981
- Ocymyrmex picardi Forel, 1901
- Ocymyrmex resekhes Bolton & Marsh, 1989[2]
- Ocymyrmex robecchii Emery, 1892
- Ocymyrmex robustior Stitz, 1923
- Ocymyrmex shushan Bolton, 1981[3]
- Ocymyrmex sobek Bolton, 1981[3]
- Ocymyrmex sphinx Bolton, 1981[3]
- Ocymyrmex tachys Bolton & Marsh, 1989[2]
- Ocymyrmex turneri Donisthorpe, 1931
- Ocymyrmex velox Santschi, 1932
- Ocymyrmex weitzeckeri Emery, 1892
- Ocymyrmex zekhem Bolton, 1981[3]